# Sa nhân cựa
Sa nhân cựa (danh pháp khoa học: Meistera aculeata) là một loài thực vật có hoa trong họ Gừng. Loài này được William Roxburgh mô tả khoa học đầu tiên năm 1810 dưới danh pháp Amomum aculeatum. Năm 2018, Jana Leong-Škorničková và Mark Newman chuyển nó sang chi Meistera mới được phục hồi.

## Phân bố
Loài này có trong khu vực bao gồm quần đảo Andaman, Java, Tiểu Sunda, Malaysia bán đảo, Maluku, Myanmar, New Guinea, Sumatra, Thái Lan, Việt Nam.

## Mô tả
Bụi; thân cao đến 3–4 m, đường kính thân cây 1,5 cm. Lá không cuống, có phiến tròn dài thon hình tim-hình mác, dài 15–60 cm, rộng 2–9 cm, không lông; mép cao 3 mm, có 2 thùy. Lá bắc hình mác. Phát hoa dạng bông hình trứng ngược, ở đất, xoan tròn, dài 5–7 cm; cọng ngắn; lá hoa xoan; hoa thò dài ra, đài 3–4 cm; ống vành đến 3 cm, cánh hoa 1,5 cm; môi dài hơn rộng, 3 thùy đứng; bao phấn có mòng 3 thùy. Quả nang hình trứng to 3 x 2,5 cm, đỏ đậm, không rãnh, có lông mịn và gai chẻ hai, nhọn. Ra hoa tháng 4-5, quả chín tháng 10. Rừng bình nguyên và trồng.